# Parc Saint-Éric
La parc Saint-Éric (en suédois : Sankt Eriksparken) est un parc public du quartier de Vasastan à Stockholm en Suède. 

## Description
Sankt Eriksparken était un parc situé dans l'îlot Flygmaskinen dans le quartier de Vasastaden et adjacent à l'îlot Sländan. 
Le parc était situé entre Norra Stationsgatan au nord, Dannemoragatan à l'est, Sankt Eriksgatan à l'ouest et Upplandsgatan/Västmannagatan au sud. 
Sur le site de Sankt Eriksparken se trouve une extension de l'école Rödabergsskolan mais des projets ambiteux sont à l'étude comme celui d'un parc couvert.

## Galerie

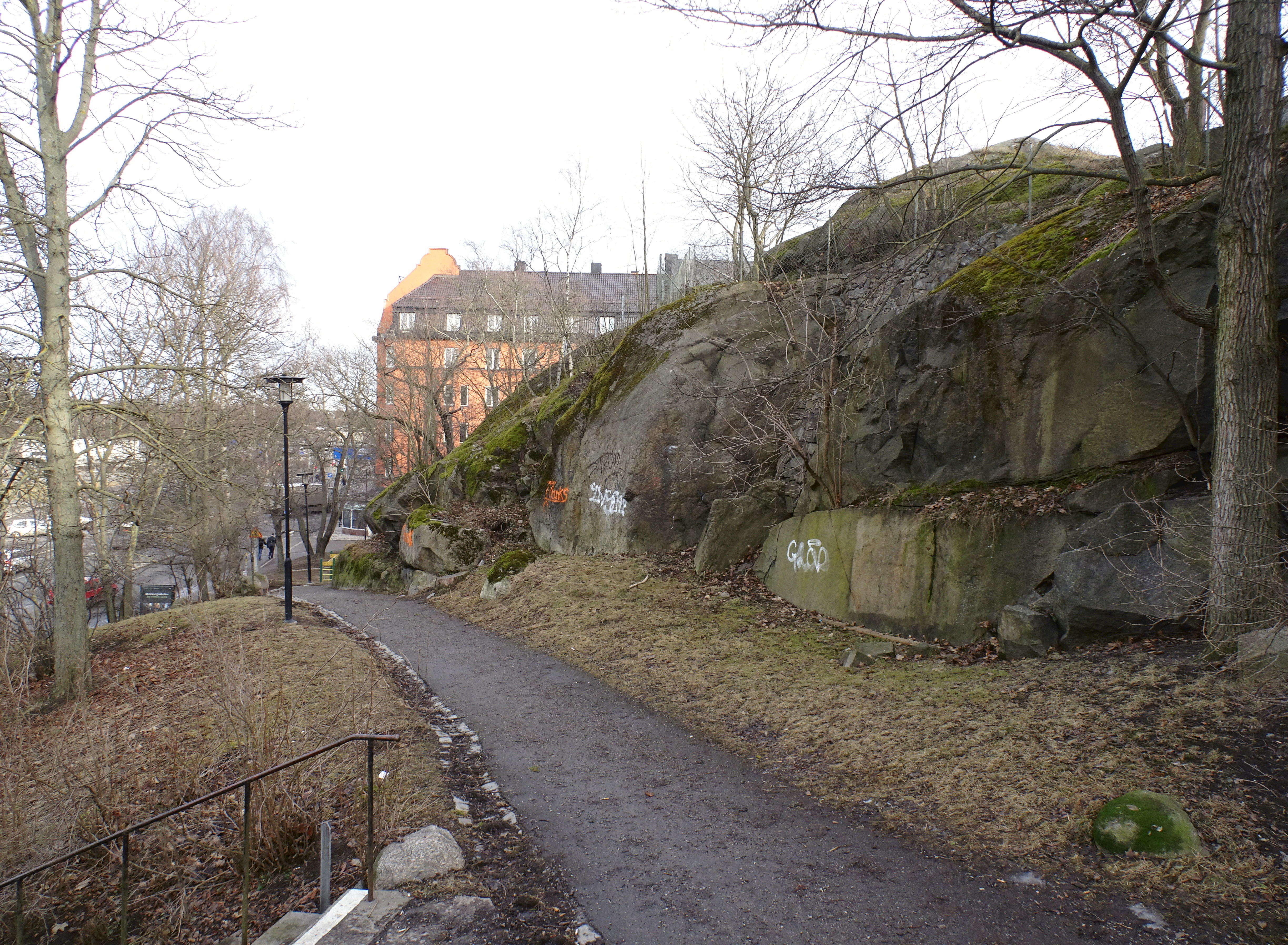
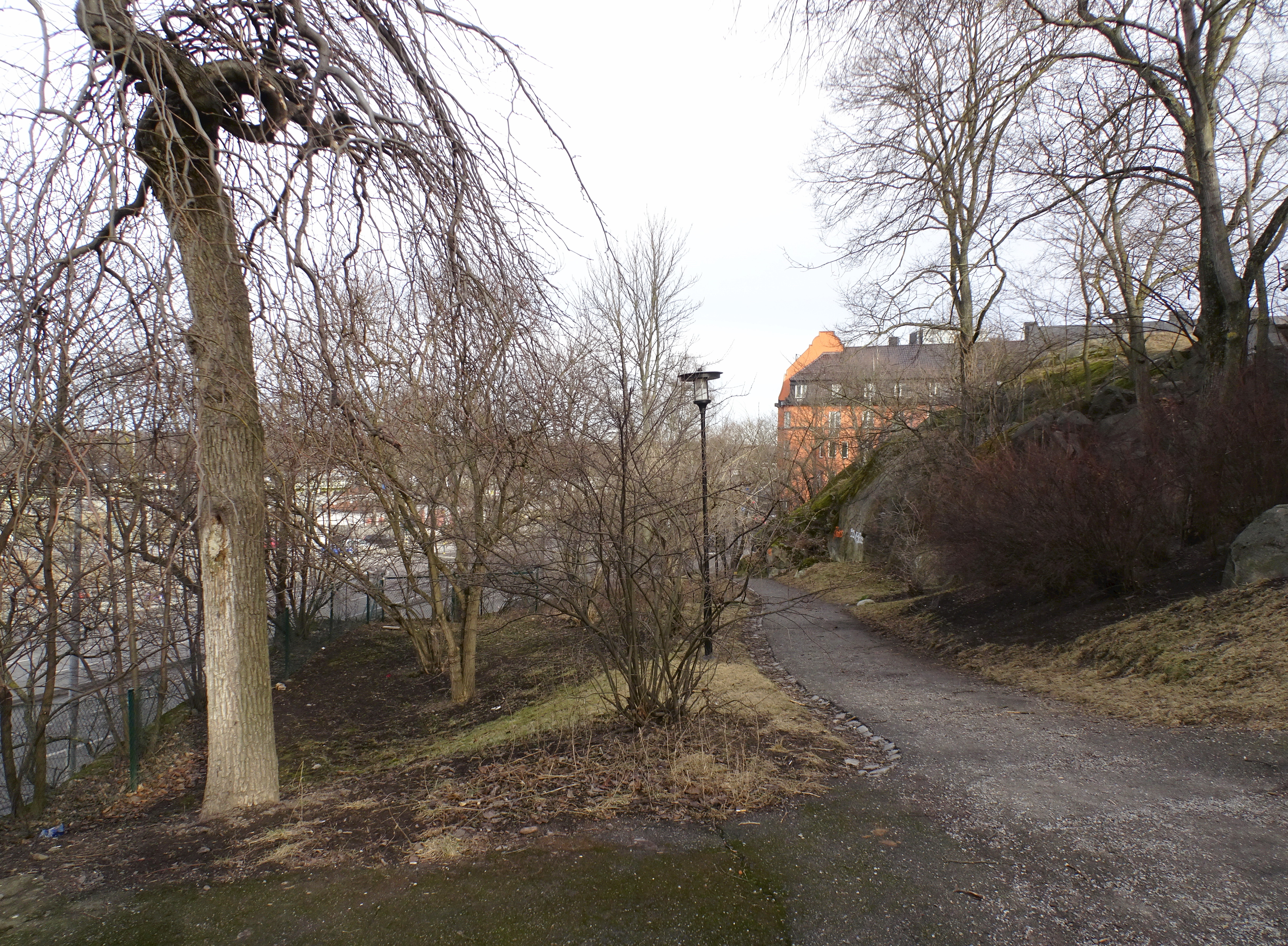
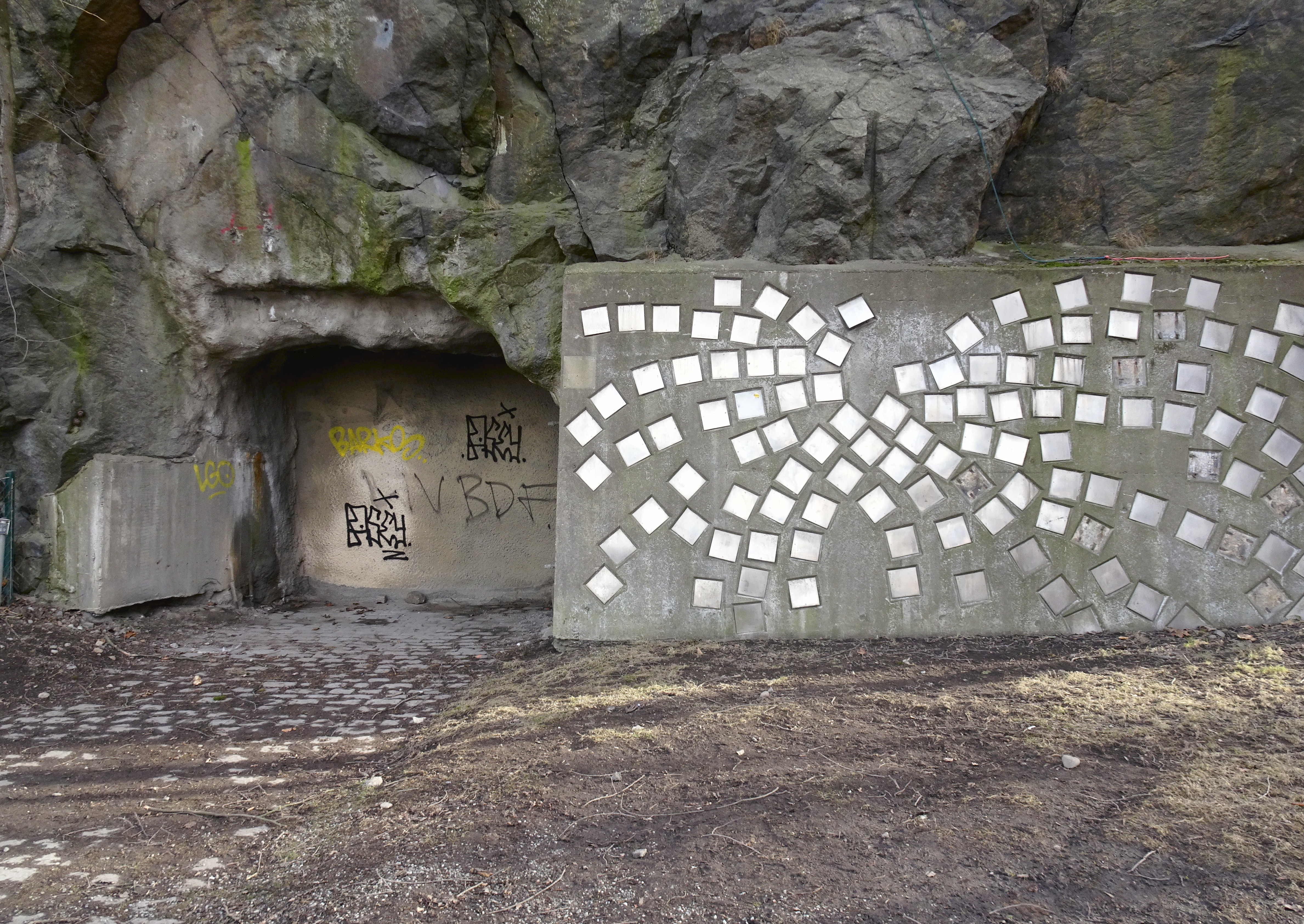